# Murahalli, Belur
Murahalli là một làng thuộc tehsil Belur, huyện Hassan, bang Karnataka, Ấn Độ.